# 일본 기상청 진도 계급

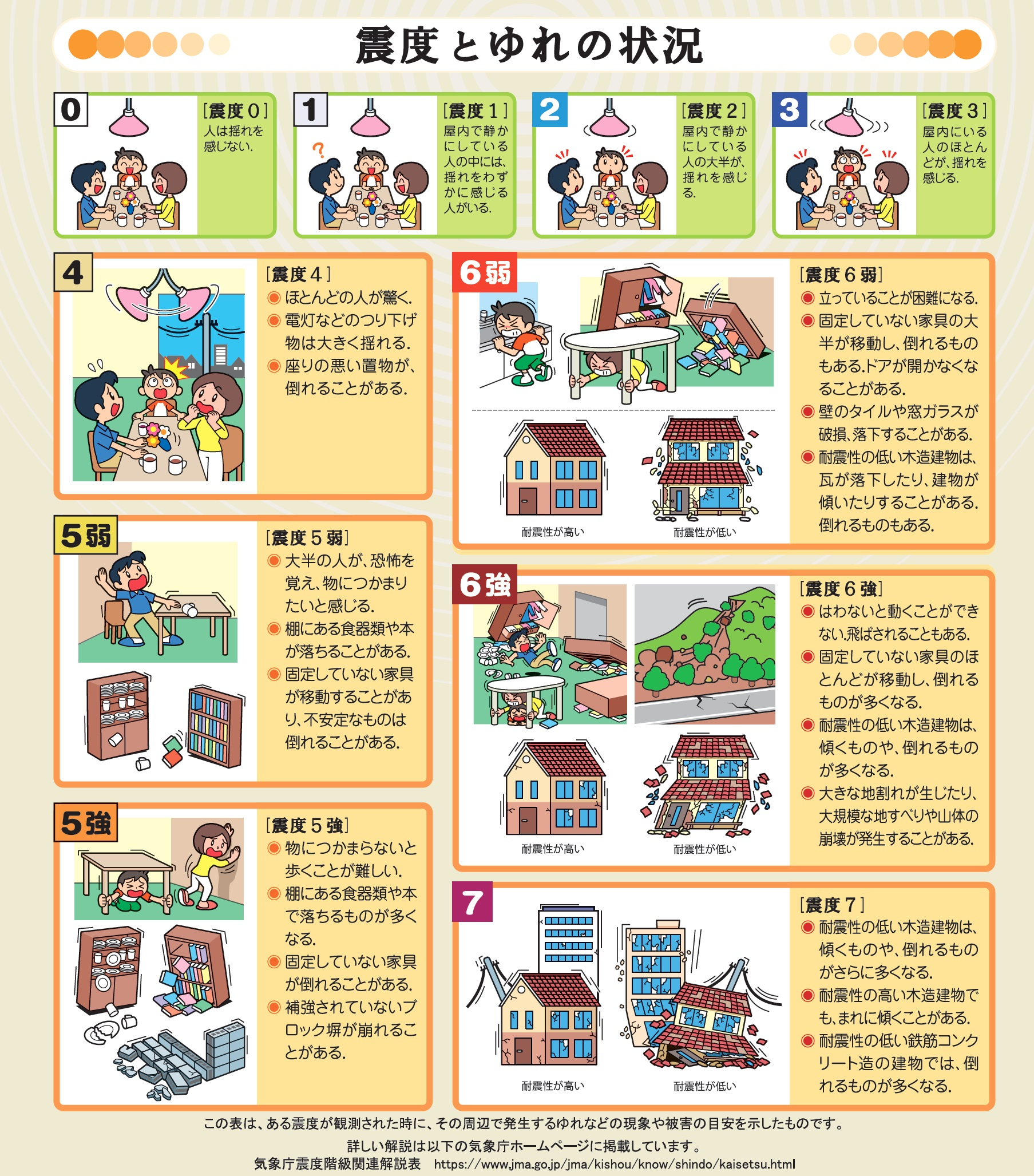
일본 기상청이 정리한 각 진도별 현상과 느껴지는 흔들림의 감각을 정리한 그림.

일본 기상청 진도 계급(일본어: 気象庁震度階級 기쇼초신도카이큐[*])은 일본 기상청에서 사용하는 진도계급이다. 지진으로 흔들리는 정도를 수치화하여 계급으로 표시하는 지표 중 하나로 일본 내에서는 단순히 진도(일본어: 震度 신도[*])라고도 한다. 흔들림을 느낄 수 없는 진도0부터 진도1, 2, 3, 4, 5강, 5약, 6강, 6약, 7로 총 10개 계급으로 나누어져 있다. 대한민국에선 2000년까지 일본 기상청 진도 계급을 사용하였으며, 2001년 1월 1일부터 수정 메르칼리 진도 계급으로 바꾸면서 더 이상 사용하지 않는다.
주로 일본 기상청을 중심으로 2019년 기준 약 4천개의 지점에서 지진계로 관측한 값을 통해 진도를 정하고 있다.

## 역사

### 진도 계급의 수립과 개정
일본에서 지진계를 통한 지진 관측이 시작된 때는 1872년(메이지 5년)인데, 8년 후인 1884년(메이지 13년) 당시 일본 내무성 지리국제4부 검진과장을 맡고 있던 세키야 기요카게가 총 18개조로 구성된 "지진보고수칙"을 마련하면서 일본 전역 600개 군청에서 체계적인 지진 정보 수집을 시작했다. 이 수칙에서는 일본 최초로 통일된 양식의 진도 계급도 마련되었다. 당시 계급은 미진(일본어: 微震 비신[*]), 약진(일본어: 弱震 자쿠신[*]), 강진(일본어: 強震 교신[*]), 열진(일본어: 烈震 렛신[*]) 4단계로 구분하였으며 예를 들어 미진일 경우 "인간이 겨우 느낄 수 있는 약한 지진"(僅ニ地震アルヲ覚ヘシ者)이라는 식의 짧은 해설문이 붙어 있었다.
이후 1898년에 미진 아래 등급에 "미진 (감각 없음)"(微震（感覚ナシ）) 등급을, 미진과 약진 사이에 "약진 (진도 약한 편)"(弱震（震度弱キ方）)을, 약진과 강진 사이에 "강진 (진도 약한 편)"(強震（震度弱キ方）)을 새로 만들고 각 등급마다 0에서 6까지 숫자를 부여해 총 7단계 체제로 바뀌는데 이 때는 진도별 해설문이 생략되었다. 생략된 해설문은 1908년 다시 부활하였다. 1936년(쇼와 11년)에는 현재의 지진관측지침에 해당하는 내규인 '지진관측법'이 정해져 "미진 (감각 없음)"을 "무감"(無感)으로, "약진 (진도 약한 편)"을 "경진"(軽震)으로, "강진 (진도 약한 편)"을 "중진"(中震)으로 개정하였다. 이때까지 지진 관측소의 수는 증가해 일본 기상청 자료에 따르면 1904년 시점에서 기상관서와 민간위탁(구내관측소 등)을 포함해 총 1,437개 지진 관측소가 있었으며 이 수는 쇼와 30년대(1955-1964년경)까지 유지되었다.
1949년 1월 지진관측법이 개정되면서 진도7이 추가되어 진도0에서 7까지 총 8단계 체제로 전환되었다. 이는 당시 가옥붕괴율이 90%가 넘은 지구가 발생한 1948년 후쿠이 지진의 피해를 진도6으로는 적절하게 표현할 수 없다는 주장이 제기되어 개정한 것이었다. 1949년 제정된 진도7의 판정은 진도6까지와는 달리 기상청 기동관측반이 지진 이후 실시하는 실사 판정으로만 제한되었으며, 구체적으로는 기동관측반의 측정 결과 특정 지구의 가옥파괴율이 30% 이상일 때만 지정되는 것으로 정해졌다. 다만 진도7이 신설된 정확한 계기나 가옥붕괴율을 30%로 정한 구체적인 이유는 알려지지 않았다. 또한 1949년 개정시 진도7의 추가와 함께 0부터 7까지 '무감', '미진', '경진', '약진', '중진', '강진', '열진', '격진'이라는 명칭이 추가되었다. 또한 진도를 지진해일 예보의 판단 자료로 사용하기 시작하면서 빠른 쓰나미 판정을 위해 진도4와 진도6의 체감 상황이 진도 설명문에 추가되었다. 이후 1978년(쇼와 53년)에 모든 진도에 실제 체감 상황 설명문이 추가되었다.

### 체감 관측에서 기계 관측으로 변화
진도 계급 제정 당시에는 진도 판정을 기상대 직원 등 관측원이 자신이 체감한 느낌이나 건물 등의 피해 상황을 지침에 있는 진도 계급표에 적용해 진도를 결정하였다. 지침이 있었긴 했지만 진도 결정에 관측원의 주관이 개입하기 때문에 진도가 객관적이지 않았다. 헤이세이 초기에는 각 기상대에서 관구기상대가 진도 정보를 수집해 규모 등과 함께 지진정보를 발표할 때까지 10분 이상 소요되었다. 게다가 1,000개 이상 있었던 지진관측소는 1958년부터 1969년에 걸쳐 위탁관측소의 폐지 및 정리로 대폭 감소하면서 150개 관측소만 남게 되었다.
지진관측소의 부족, 관측원의 주관에 따른 정밀도의 저하, 진도5 이상 피해 편차의 문제점, 진도 발표 신속화 필요 등 여러 문제점과 과제가 나타나면서 무인관측계기를 통한 자동 진도 결정 시스템이 검토되면서 1985년(쇼와 60년)에는 일본 기상청 내에서 진도의 계측화(기계 계측)을 검토하는 위원회가 발족되었다. 1988년에는 위원회의 보고를 바탕으로 진도계를 통한 계기 관측을 시험적으로 시작하였고, 1994년(헤이세이 6년) 3월 말까지 모든 지진관측소에 진도계를 전부 설치하였다. 이 사이 관측소를 1993년에는 300개소를, 1996년에는 600개소로 늘렸다.
이 사이에도 1994년 산리쿠 먼바다 지진, 1995년 효고현 남부 지진(한신·아와지 대진재)등 대지진이 연달아 발생했는데 진도5와 진도6의 피해 정도의 오차가 매우 컸고, 기상청 지진과 기동관측반이 직접 현장 조사를 나가 책정해야 하는 진도7의 상황으로 진도7 판정에 시간이 너무 오래 걸린다는 문제점이 발생했다. 이 때문에 세세한 피해 판정을 좀 더 신속하게 진행해야 한다는 요구가 높아졌다.
1996년 4월 1일 진도 계급이 개정되면서 사람의 체감으로 책정한 진도 관측을 완전히 폐지하고 진도계를 통한 계측진도 방식으로 완전히 전환함과 동시에 진도5와 6에는 각각 '강', '약'이 추가로 붙는 10단계 체제로 전환되었다. 이와 함께 '경진', '강진' 등의 표기도 완전히 폐지되었고 기존의 설명문을 대체해 '관련해설표'가 새로 작성되었다. 또한 예외적으로 피해 정도를 통해 책정하던 진도7도 진도계를 통한 관측으로 변경하여 계측진도 6.5 이상을 관측한 경우 10단계 중 최고 단계인 진도7로 책정하기로 변경하였다. 또한 일본 기상청의 600개 지진관측소 외에도 일본 방재과학기술연구소 800개 지진관측소, 지방공공단체 소속 2,800개 관측소 데이터도 기상청 지진정보 발표에 사용하기로 하면서 기상청이 발표하는 진도 관측점은 총 4,200개소로 대폭 증가하였다.

#### 체감진도와 계측진도의 관계
1968년 도카치 해역 지진에서부터 1995년 효고현 남부 지진까지 체감진도(1990년대 이후 시험적인 계기관측 포함)으로 책정한 구 기상청의 진도와 그 당시 지진계에서 수집된 지진동 데이터로 현재의 계측진도 계산식을 통한 계산된 계측진도를 서로 비교검토한 연구가 진행되었다.
그 결과 진도3 이상에서는 구 체감진도와 현재의 계측진도가 상당히 높은 수준의 상관관계를 이루며 통계적인 연속성이 나타남이 확인되었다. 하지만 진도2 이하에서는 상관관계가 약해지기 시작했는데 예를 들어 구 체감진도에서 진도0으로 간주된 관측점의 지진계를 통해 계측진도를 계산하면 0-2.7(진도0-진도3)까지 편차가 있었으며 특히 계측진도 1.0에서 1.8 사이(진도1-진도2)에 집중되었다. 즉 계측진도계에 진도1이나 진도2가 기록되어도 사람이 체감한 진도는 '무감'인 진도0인 상태가 될 수도 있다.

### 진도해설표와 장주기 지진동의 재검토
2008년 일어난 이와테·미야기 내륙지진과 이와테현 연안북부 지진에서 실제 피해 모습과 그 진도에서 일어나는 피해라고 해설한 피해 모습과 거리가 멀어 2008년 여름에는 진도 계급표의 해설표를 재검토한다는 보도가 나왔다. 2008년 겨울부터 2009년 봄에 걸쳐 검토회가 열렸으며 3월 31일부터는 일본 기상청이 개정된 "기상청 진도 계급 관련 해설표"를 공개하였다. 주요 변경사항으로는 내진설계 공법의 보급에 맞춰 건물의 내진도에 따른 피해 변화를 기록하였으며, 건물과 지형에 따른 피해를 각각 별도로 표기하고 특히 건축물 피해의 경우 목조와 철근 콘크리트조를 나누어 대규모 구조물이나 인프라에 미치는 영향을 세분화했다는 점 등이 있다. 계측진도를 계산하는 공식 자체는 변화하지 않았다.
장주기 지진동의 영향을 크게 받는 고층 건물의 흔들림은 특히 계측진도와의 괴리가 커 2003년 도카치 해역 지진에서는 석유 탱크가 슬로싱 운동으로 화재 피해가 발생했으며, 2011년 도호쿠 지방 태평양 해역 지진(동일본대진재) 당시에는 진원역과 매우 멀리 떨어진 대도시에서도 고층 건물이 심하게 흔들려 큰 피해가 발생했다. 이런 문제로 장주기 지진동에 대한 새로운 정보 발표가 검토되었다. 2013년 3월 23일부터 총 4단계로 구성된 "장주기 지진동 계급"을 신설하고 일본 기상청 홈페이지에 "장주기 지진동에 관련된 정보" 발표를 시험 운용하기 시작했으며, 2019년 3월부터 본 운용에 들어가기 시작했다.
아래는 일본 기상청 진도 계급의 기간에 따른 변천도를 그린 표이다.
| 1884년~1898년 | 1898년~1936년              | 1936년~1949년 | 1949년~1996년 | 1996년~현재 |
| ------------- | -------------------------- | ------------- | ------------- | ----------- |
|               | 진도0 / 미진/감각 없음     | 진도0 / 무감  | 진도0 / 무감  | 진도0       |
| 미진          | 진도1 / 미진               | 진도1 / 미진  | 진도1 / 미진  | 진도1       |
| 약진          | 진도2 / 약진(진도 약한 편) | 진도2 / 경진  | 진도2 / 경진  | 진도2       |
| 약진          | 진도3 / 약진               | 진도3 / 약진  | 진도3 / 약진  | 진도3       |
| 강진          | 진도4 / 강진(진도 약한 편) | 진도4 / 중진  | 진도4 / 중진  | 진도4       |
| 강진          | 진도5 / 강진               | 진도5 / 강진  | 진도5 / 강진  | 진도5약     |
| 강진          | 진도5 / 강진               | 진도5 / 강진  | 진도5 / 강진  | 진도5강     |
| 열진          | 진도6 / 열진               | 진도6 / 열진  | 진도6 / 열진  | 진도6약     |
| 열진          | 진도6 / 열진               | 진도6 / 열진  | 진도6 / 열진  | 진도6강     |
|               |                            |               | 진도7 / 격진  | 진도7       |

또한 어떤 지진이 특정 지역에서 진도0을 관측하였으면 '무감'이라고 말하며 최대진도가 진도0인 지진을 '무감지진'이라고 부른다. 최대진도가 진도1 이상일 경우에는 '유감지진'이라고 부른다.

## 진도 측정

### 관측 체제
| 진도 | 계측진도          |
| ---- | ----------------- |
| 0    | 0.5 미만          |
| 1    | 0.5 이상 1.5 미만 |
| 2    | 1.5 이상 2.5 미만 |
| 3    | 2.5 이상 3.5 미만 |
| 4    | 3.5 이상 4.5 미만 |
| 5약  | 4.5 이상 5.0 미만 |
| 5강  | 5.0 이상 5.5 미만 |
| 6약  | 5.5 이상 6.0 미만 |
| 6강  | 6.0 이상 6.5 미만 |
| 7    | 6.5 이상          |

일본 기상청 진도 계급은 1996년 4월부터 현재까지 체감이나 피해 상황에 따른 판정을 사용하지 않고 오직 일본 전역에 설치된 계측진도계(seismic intensity mete)라는 자동으로 진도를 측정하는 기계로 산출한 값으로만 발표하고 있다.
진도계를 설치하기 시작한 1991년에는 파형을 저장하는 기능이 없는 90형 진도계를 설치하였다. 1994년에는 이를 개량하여 디지털 파형을 메모리 카드에 저장하는 기능이 추가된 93형 진도계를 설치하기 시작했다. 이후 관측 가능한 가속도 상한을 2배 이상으로 늘리고 샘플링 속도도 2배로 하는 등의 개량을 거친 95형 진도계로 전환하였다. 현재 일본 기상청의 진도계는 전부 95형 진도계이다.
95형 진도계 제원
관측 성분 NS(남북 진동), EW(동서 진동), UD(상하 진동) 3개 성분(진도는 3개 성분 합성벡터로 계산)
측정 범위 2,048 gal ~ -2,048 gal
샘플링 속도 100 Hz, 24비트
녹화 기준: 계측진도 0.5 이상(1분 단위로 수집)
저장 매체: IC 메모리 카드
일본 기상청의 '진도 정보'에 사용하고 있는 계측진도계의 설치 대수는 2009년 말 기준 4,200기, 2011년 8월 기준 4,313기로 계측진도로 전환 첫 해에 설치되었던 진도계 수 600개를 훨씬 넘는 갯수이다. 이는 일본의 진도관측망이 매우 촘촘해졌음을 의미한다. 이 중 기상청이 관리하고 있는 진도계가 약 600기, 방재과학기술연구소과 관리하고 있는 진도계가 약 800기, 지방공공단체(도도부현, 시정촌, 기타 행정기관)이 설치한 진도계가 약 2,900기이다. 이 중 지방공공단체의 경우 헤이세이 대합병 이전 시구정촌마다 1개 이상의 진도계를 설치하였으며, 도서 지역과 인구밀도가 적은 지역은 이보다 더 많은 진도계를 설치하는 것을 목표로 정비되었다.
위의 진도계 외에도 지방공공단체가 설치한 진도계 중 기상청의 진도 정보에는 사용하지 않지만 공공기관이나 대중교통 기관이 댐이나 하천, 철도 등의 안전 확보를 위해 독자적으로 설치한 진도계도 존재한다.

### 진도계 설치 환경
진도의 신뢰성을 높이기 위해 진도계의 설치 환경에는 일정한 규칙이 존재한다. 설치 환경이 좋지 않은 진도계의 데이터는 기상청의 진도 정보에 사용하지 않도록 규정되어 있다.
우선 진도계를 설치하는 곳은 견고한 진도계대 위에 설치하도록 규정되어 있다. 진도계는 성토나 절벽 주위에서는 진동이 증폭될 수 있으므로, 지형이 평탄하고 주위에 단차가 없으며 지반이 안정된 실외에 설치하여 받침대 아래 2/3 이상이 지면 아래 묻혀 있도록 해야 한다. 또한 주위 구조물에도 규정이 있다. 물건이 쓰러져 진도계에 영향을 줄 수 있는 나무나 울타리 등과는 충분한 거리를 두어야 한다. 실내의 경우 가급적이면 1층에 기둥과 가까운 곳에 설치하도록 하며 지하 1-2층까지는 허용된다. 또한 면진이나 제진 공사를 받은 건물에는 진도계를 설치하지 않는다. 또한진도계는 진도계대 혹은 실내의 경우 바닥에 단단히 고정해야 한다. 진도계의 기종별로 정해진 설치 방법을 지키며 가능하면 앵커볼트로 고정하는 것을 권장하고 있다.
기상청은 진도정보에 사용하는 진도계의 선별을 위해 설치 환경을 A-E까지 5단계로 구분하고 있다. A-C까지는 이용 가능, D는 원칙적으로 사용하지 않지만 정밀 조사 후 사용 가능, E는 사용 불가능이다.
한편 진도계의 설치 환경이 나쁜 상황에서 진도정보에 계속 사용했다가 나중에 진도의 정확성에 의심이 생긴 후 정정된 예시가 있다. 2008년 7월 24일 일어난 이와테현 연안북부 지진의 경우 이와테현 히로노정 오노에 설치된 지진계에서 지진의 최대진도인 6강(이후 6약으로 정정)이 관측되었는데 주변 시정촌보다 훨씬 진도가 컸기 때문에 조사가 이루어졌고, 2008년 10월 29일에 오노의 지진계가 진도 관측에 부적합한 환경으로 진도 데이터에서 제외하고 최대진도를 6강에서 6약으로 정정한다고 발표했다. 오노의 진도계는 원래 이용 가능한 진도계에 속해 있었기 때문에 이 같은 설치 환경 악화 사례가 다른 진도계에서 발생했을 가능성도 지적되고 있다.

### 관측소의 배치밀도와 최대진도
위에서 설명한 것과 같이 1996년 이후 기상청이 발표하는 진도 관측점의 갯수가 대폭 증가하면서 관측소의 배치 밀도가 비약적으로 높아졌으며, 진원 근처에서 큰 진도를 관측할 가능성도 높아졌다. 예를 들어 1984년 큰 피해를 가져오면서 최대진도는 4였던 나가노현 서부 지진과 1946년 거대지진이면서 최대진도는 5로 알려졌던 쇼와 난카이 지진처럼 1995년 이전에는 큰 지진이었더라도 진원 인근에 진도 관측점이 없었으면 최대진도가 작게 측정되었다. 관측점 갯수가 늘어난 이후에는 지진의 규모가 이전과 비슷하더라도 최대진도가 더 커지는 경향이 있으며, 진도6약 등 큰 진도의 지진도 더 자주 보고되고 있다. 진도 관측점이 늘어나면서 진원과 가까운 위치에서 진도 관측이 가능해졌고 이에 따른 최대진도의 변화를 살펴보기 위해 일본 기상청은 전체 관측점에서 관측한 계측진도의 최대치와 기상관서에서 관측한 계측진도를 비교, 검토하고 있으며 그 비교 예시는 아래 표와 같다.
| 지진 명칭                           | 전 지점의 최대진도 | 지점                       | 기상관서의 최대진도 | 지점                       |
| ----------------------------------- | ------------------ | -------------------------- | ------------------- | -------------------------- |
| 2004년 니가타현 주에쓰 지진         | 7 (6.5)            | 가와구치정 가와구치        | 5약 (4.5)           | 니가타시 오테마치 (다카다) |
| 2005년 후쿠오카현 서쪽 해역 지진    | 6약 (5.7)          | 후쿠오카시 주오구 마이즈루 | 5강 (5.1)           | 후쿠오카시 주오구 오호리   |
| 2007년 노토반도 지진                | 6강 (6.4)          | 와지마시 몬젠마치 하시리데 | 6강 (6.1)           | 와지마시 후게마치          |
| 2007년 니가타현 주에쓰 해역 지진    | 6강 (6.3)          | 가시와자키시 주오정        | 5강 (5.3)           | 니가타시 오테마치 (다카다) |
| 2008년 이와테·미야기 내륙지진       | 6강 (6.2)          | 구리하라시 이치하사마정    | 5약 (4.6)           | 센다이시 미야기노구 고린   |
| 2008년 이와테현 연안북부 지진       | 6약 (5.8)          | 고노헤정 후루타치          | 5강 (5.4)           | 오후나토시 오후나토        |
| 2011년 도호쿠 지방 태평양 해역 지진 | 7 (6.6)            | 구리하라시 쓰키다테정      | 6약 (5.8)           | 미토시 가나                |
| 2016년 구마모토 지진 (본진)         | 7 (6.7)            | 마시키정 미야조노          | 6강 (6.0)           | 구마모토시 니시구 가스가   |
| 2018년 홋카이도 이부리 동부 지진    | 7 (6.5)            | 아쓰마정 시카누마          | 4 (4.4)             | 오타루시 가쓰나이정        |

규모가 작은 지진에서는 진도 6약 이상의 범위를 관측하는 곳이 매우 좁아지고, 그래도 관측점이 많은 경우 진도 6약을 느끼는 범위에 관측점이 있을 확률이 높아지는데 관측점이 적을 경우 강한 진도가 관측점에서 느껴지지 않아 최대진도가 낮아질 가능성이 높아진다. 1995년 이전에는 최대진도 6의 지진이라고 하면 규모 측면에서도 확실히 대지진이 맞았으나, 1996년 이후에는 진원 깊이가 극히 얕은 소규모 지진의 경우에도 진도5나 진도6이 관측되기 쉬워 "최대진도 6의 지진"을 1995년 이전과 같은 측면에서 다루기 어렵다. "한신·아와지 대진재 이후 지진이 훨씬 늘어난 느낌이다"라는 주장도 간혹 나오나 이는 지진의 절대적인 발생 횟수가 늘어난 것이 아니라, 높은 진도의 관측이 증가했기 때문이다.

### 진도 계산식
일본 기상청 등이 사용하는 진도계는 가속도계로 진동을 관측하고 있다. 우선 가속도의 시간 영역 신호로 상하 진동(UD), 남북 진동(NS), 동서 진동(EW) 방향 3개 성분의 가속도를 측정하고, 아래의 과정을 통해 진도를 계산한다.
1. 상하 진동과 남북 진동, 동서 진동의 샘플링된 시간 영역 신호를 푸리에 변환하여 주파수 영역 신호로 변환한다.
2. 지진파의 주기 영향을 보정하기 위해 상하 진동, 남북 진동, 동서 진동의 주파수 영역 신호를 각각 필터 처리를 시행한다. 여기서 거치는 필터는 다음의 각 필터를 곱셈 연산한 것이다.(여기서 {\displaystyle f}는 주파수)
  - 하이패스 필터: {\displaystyle {\sqrt {1-\exp \left(-\left({\frac {f}{0.5}}\right)^{3}\right)}}}
  - 로우패스 필터: {\displaystyle {\frac {1}{\sqrt {1+0.694x^{2}+0.241x^{4}+0.0557x^{6}+0.009664x^{8}+0.00134x^{10}+0.000155x^{12}}}}} ({\displaystyle x={\frac {f}{10}}})
  - 주기효과 필터: {\displaystyle {\sqrt {\frac {1}{f}}}}
3. 필터를 거친 각 주파수 영역의 신호를 각각 푸리에 역변환하여 시간 영역 신호로 되돌린다.
4. 상하 진동, 남북 진동, 동서 진동의 3개 성분을 합성하여 하나의 합성 가속도로 만든다.
5. 합성 가속도의 절대값 {\displaystyle a} 이상이 되는 시간의 총 합이 0.3초인 가속도 {\displaystyle a}를 구한다. 이는 진도 산출 기준이 되는 흔들림의 크기 {\displaystyle a}를 0.3초간의 간헐적인 흔들림으로 통일시켜 실제 흔들림으로 발생하는 피해와 산출 진도를 비슷하게 맞추기 위해서이다.
6. {\displaystyle I=2\log _{10}a+0.94}의 값을 구한다.
7. {\displaystyle I}의 소수점 이하 3번째 값 이상을 반올림하고 소수점 이하 2번째 값 이하를 전부 잘라낸 것을 계측진도라고 부른다.
8. 계측진도를 반올림한 값(단 음의 값이면 0, 8 이상은 7)을 0부터 7까지의 진도 계급이라고 부른다. 단 진도5와 진도6은 반올림 기준에 따라 각각 약과 강을 나눈다(진도와 계측진도의 관계 표 참조)

### 계측진도와 가속도 및 속도
| 진도 | 가속도 [gal (cm/s2)] |
| ---- | -------------------- |
| 0    | 0.8 이하             |
| 1    | 0.8 - 2.5            |
| 2    | 2.5 - 8.0            |
| 3    | 8.0 - 25             |
| 4    | 25 - 80              |
| 5    | 80 - 250             |
| 6    | 250 - 400            |
| 7    | 400 이상             |

카와스미 히로시는 과거 지진의 진도와 최대 지반 가속도(PGA) 사이 관계를 찾아 그 연관성을 아래의 "카와스미 공식"으로 정리하였다. 오래된 이과연표에서는 참고를 위해 카와스미 공식에 따른 최대 가속도 관계표(오른쪽 표)가 같이 적혀 있었다. 카와스미 공식은 아래와 같다.
{\displaystyle I=2\log _{10}a+0.7}
여기서 I는 기상청 진도 계급으로 소수점 이하는 반올림해 정수로 만들며 5.5 이상은 전부 진도6으로 책정했으며, a는 최대 지반 가속도(gal)이다.
이 외에도 진도는 가속도가 아니라 오히려 최대 지반 속도(PGV)와의 관계가 더 높다는 연구도 존재한다. 예를 들어 지진조사연구추진본부 지진조사위원회의 보고서인 "전국 개관 지진동 예측 지도"에서는 미도리카와(翠川, 1999) 등 최대 지반 속도에서 진도의 환산식을 표층지반증폭률의 분포 등과 종합하여 추정 진도를 계산하였다.
진도와 가속도 사이 관계는 단순하지 않다. 지진동의 주기 차이가 체감 흔들림 차이를 가져오기 때문이다. 주기 약 1초의 지진동은 사람에게 민감하게 느껴지지만 매우 긴 수 초 주기와 짧은 0.몇 초 주기의 지진동은 같은 가속도값이더라도 주기 1초의 지진동에 비해 약하게 느껴진다. 카와스미 공식은 가속도의 기록을 바탕으로 한 진도 추정에 사용되었지만 지진동의 주기 차이에 따른 실제 체감 진도 차이는 반영되지 않았다. 계측진도 도입 검토 당시에는 카와스미 공식을 기본으로 사용하였으나 지진동의 진폭이나 주기, 지속시간도 계산식에 사용하여 주기에 따른 진도 차이를 반영할 수 있도록 개량한 공식을 계측진도 계산에 사용하였다.
참고치이긴 하지만, 지진의 파형이 일정한 진폭으로 일정한 주파수로 수 초간 지속된다고 가정하면 진도와 가속도 사이의 상관관계를 정리할 수 있다. 이 가정에 따르면 주기와 진폭 gal, 진도의 관계는 다음과 같다.
- 주기 1초의 경우: 약 0.6 gal에서 진도1, 약 60 gal에서 진도5약, 약 320 gal 이상에서 진도6약, 약 600 gal 이상에서 진도7
- 주기 10초의 경우: 약 2 gal에서 진도1, 약 200 gal에서 진도5약, 약 1,100 gal 이상에서 진도6약, 약 2,000 gal 이상에서 진도7
- 주기 0.1초의 경우: 약 2.6 gal에서 진도1, 약 250 gal에서 진도5약, 약 1,400 gal 이상에서 진도6약, 약 2,600 gal 이상에서 진도7

기상청의 진도와 가속도 사이 관계 그래프에서 나타나는 것처럼 진도는 주기 약 1.5초인 지진동에서 한계 가속도가 제일 작고 가장 민감하게 반영하도록 구성되어 있다. 또한 진도는 가속도와 비선형적 관계이다. 이는 실제 피해와 계측진도가 비슷하게 나타나도록 조정되었기 때문이다. 하지만 실제로는 가속도가 단주기의 지진동으로 커지며 현재의 계측진도 공식이 카와스미 공식의 변형식이므로 단주기 지진동 성분의 영향이 크기 때문에 사람이 느끼는 체감 흔들림이 제일 강한 0.1초~1초 주기 지진동이 제일 민감하게 반영되며 계측진도가 실제 구조물의 피해와 비례하지 않는 상황이 발생한다.

## 진도 발표
지진이 발생했을 때 일본 기상청은 지진정보를 통해 관측된 최대진도와 지진의 진원, 쓰나미 발생 유무 등을 발표한다. 그 중 진도와 관련된 정보는 아래와 같다.
- 진도정보 - 지진 발생 약 1분 후 진도3 이상을 관측한 지역을 발표한다.
- 진원 및 진도에 관한 정보 - (진도3 이상인 경우 등 조건을 만족한 경우) 진도3 이상의 지역과 시구정촌명 및 진도가 판정되진 않았으나 진도5약 이상으로 추정되는 시구정촌명을 발표한다.
- 각지의 진도에 관한 정보 - (지진이 최대진도1 이상인 경우) 진도1 이상을 관측한 관측점과 진도가 판정되진 않았으나 진도5약 이상으로 추정되는 관측점을 발표한다.
- 기타 정보 - 지진이 다발할 경우 상황에 따라 진도1 이상의 지진 발생 횟수 등을 발표한다.
- 추계진도분포도 - (지진이 최대진도 5약 이상인 경우) 진도4 이상의 상세한 진도분포지역을 그린 지도를 발표한다.

### 기상청 웹사이트의 진도 보도 체제
일본 기상청은 2013년 3월 7일 시각 장애인과 노인에 대한 배려를 위해 웹사이트에서 발표되는 기상정보에 컬러 유니버셜 디자인을 도입하는 등 전부 배색을 통일하였고 지진정보도 배색을 변경하였다.
진도 표시는 전부 색깔을 구분하여 표시하였다. 진도7은 적자색(●), 진도6강은 진한 빨강(●), 진도6약은 빨강(●), 진도5강은 주황(●), 진도5약은 노랑(●), 진도4는 크림슨(●), 진도3은 파랑(●), 진도2는 하늘색(●), 진도1은 흰색(●)으로 표기하였다.
또한 진원 표시도 이전까지는 단순히 빨강 X자 표시(×)만 사용하고 있었지만, 변경 후에는 빨강 X자 표시에 노랑 테두리를 추가한 모습으로 바뀌었다.

### 텔레비전 및 라디오의 진도 보도 체제
NHK의 긴급지진속보와 각 민영 방송에서는 대략 아래의 표와 같이 진도를 구분하여 발표한다. 각 방송국은 진도분포도에서 기상청의 진도속보에서 사용되는 일본 전역을 188개 지역으로 나눈 구분을 사용하고 있으며 기상청으로부터 각지의 세세한 진도가 발표되었을 때 사용하는 시정촌별 표시도 사용하고 있다.
| 진도                     | 진도                     | 7 | 6강 | 6약 | 5강 | 5약 | 4 | 3 | 2 | 1 |
| ------------------------ | ------------------------ | - | --- | --- | --- | --- | - | - | - | - |
| NHK                      | NHK                      | 7 | 6+  | 6−  | 5+  | 5−  | 4 | 3 | 2 | 1 |
| NNN                      | NNN                      | 7 | 6+  | 6−  | 5+  | 5−  | 4 | 3 | 2 | 1 |
| ANN (TV 아사히의 경우)   | ANN (TV 아사히의 경우)   | 7 | 6強 | 6弱 | 5強 | 5弱 | 4 | 3 | 2 | 1 |
| JNN                      | 최대진도 7일시           | ■ | ■   | ■   | ■   | ■   | ■ | ■ | ■ | ■ |
| JNN                      | 최대진도 6강일시         |   | ■   | ■   | ■   | ■   | ■ | ■ | ■ | ■ |
| JNN                      | 최대진도 6약일시         |   |     | ■   | ■   | ■   | ■ | ■ | ■ | ■ |
| JNN                      | 최대진도 5강일시         |   |     |     | ■   | ■   | ■ | ■ | ■ | ■ |
| JNN                      | 최대진도 5약일시         |   |     |     |     | ■   | ■ | ■ | ■ | ■ |
| JNN                      | 최대진도 4일시           |   |     |     |     |     | ■ | ■ | ■ | ■ |
| TXN (테레비 도쿄의 경우) | TXN (테레비 도쿄의 경우) | 7 | 6+  | 6−  | 5+  | 5−  | 4 | 3 | 2 | 1 |
| FNN (후지 테레비의 경우) | FNN (후지 테레비의 경우) | 7 | 6強 | 6弱 | 5強 | 5弱 | 4 | 3 | 2 | 1 |

## 진도와 방재 조치
일본 내 행정기관들은 기상청으로부터 진도정보를 입수해 그 정보를 지진 발생 직후 취해야 할 행동 기준으로 삼고 있다. 보통 진도 4-5약 이상에서 경찰청이나 소방청이 (경찰본부-경찰서, 도도부현 소방방재부문-소방본부 라인에서), 진도5약 이상에서 해상보안청이나 방위성이 각각 피해를 조사하도록 규정되어 있다. 이 때 최대진도를 관측한 지역의 해상보안본부가 헬리콥터를, 항공자위대 비행대대의 전투기가 스크램블을, 해상자위대가 대기하던 초계기를 각각 발진시켜 승무원이 육안으로 피해를 조사한다. 또한 진도4 이상에서는 내각부가 지진피해 추계를, 도쿄 23구는 진도5강 이상에서, 기타 지역은 진도6강 이상이 관측되면 총리대신 관저 지하의 "내각부 위기관리센터"에 주요 인원이 소집된다. 또한 각지의 지방공공단체나 기타 공공기관에서도 대부분이 진도를 바탕으로 지진 발생 시 초기 대처법을 결정하고 있다.
2007년 10월부터 시작된 기상청의 일반 긴급지진속보 (경보)는 추정되는 최대진도가 5약 이상일 때 진도4 이상이 느껴지는 지역을 발표한다는 기준을 마련하였다. 또한 고도이용자 대상에서는 관측할 때 100 gal 이상, 추정 규모가 M3.5 이상이 감지될 경우 최대진도3 이상인 지역을 발표한다.
한편 특히 일반 대중들 사이에서 진도계의 설치 증가로 진도의 '무게' 변화를 알 필요성이 있다는 주장이 제기되고 있다. 위와 같이 계측진도계의 설치 이전인 1996년 이전에는 관측점이 일본 전역의 약 160개 기상관서에 한정되어 있었지만, 현재는 약 25배인 4,400곳으로 늘어났다. 진도계의 밀도가 높아짐에 따라 진도계가 없던 시점에서만 흔들림을 느낄 수 있는 작은 지진의 미관측 사태가 적어지고 큰 지진에서도 관측되지 않았던 큰 진도가 관측된 지역에서 진도를 관측할 확률이 증가했다. 이 때문에 이전까지는 진도4급이었던 지진이 현재는 진도5-6급으로 여겨지며, 진도1급이거나 무감으로 관측되지 않았던 지진들도 진도3-4급으로 관측되는 경우도 발생한다. 이에 따라 현재는 이전보다 진도라는 의미의 무게가 가벼워지고 그만큼 지진 보고 횟수도 증가하여 각 지진의 계측진도도 훨씬 늘었다. 이 때문에 지진이 점점 증가하고 있다고 인식하는 것은 잘못이다.
또한 최대 지반 가속도를 바탕으로 계산하는 현재의 계측진도는 극단적인 주기의 성분이 민감한 지진동으로 높게 나오기 쉬우며, 규모가 작은 지진은 큰 지진보다 단주기 성분이 강하게 나오는 경향이 있고 규모가 작은 지진이 구텐베르크-릭터 법칙에 따라 발생 횟수가 더 많기 때문에 계측진도 도입 이후에도 규모가 크지 않은 지진에서도 높은 진도가 나오게 되었다.
현재의 계측진도는 사람의 체감에 대응하는 0.1초에서 1초의 단주기 성분을 강조하고 있지만, 건축물에게 피해를 주는 주 지진동 성분은 1-2초대의 성분이며 높은 진도에서는 주기 1-2초대의 탄성속도응답에 따른 진도를 계산하는 것이 건축물 피해와의 상관성이 높아지고 1996년 이전 피해 상황에서 계산한 구 기상청 진도와의 연속성을 유지할 수 있다는 주장도 있다.
현행 계측진도가 인간의 체감이 강조되는 0.1초-1초 주기의 단주기 성분이 강조되는 문제점으로 효고현 남부 지진에서의 강진 기록을 통해 현재의 진도 계산 방법으로 측정한 계측진도는 고베지방기상대 6.43, 오사카 가스 후키아이 공급소 6.49, JR 다카토리역 6.48로 전부 큰 차이가 없지만 가옥붕괴율을 비교하면 고베지방기상대 인근은 3%, 후키아이 인근은 20%, 다카토리역 인근은 59%로 큰 차이가 발생했다. 이는 주기 1-2초의 지진동 크기가 고베해양기상대에서는 다카토리역의 절반 정도에 불과했기 때문이며 이 때문에 지진응답해석이나 진동실험으로 "한신·아와지 대진재의 진동을 견딘다"고 하면 다카토리나 후키아이의 강진기록을 사용해야 할 필요성이 높다. 마찬가지로 도호쿠 지방 태평양 해역 지진에서도 진도7을 관측한 미야기현 구리하라시 쓰키다테정에서는 0.5초 이하의 주기를 가진 지진동이 매우 강력해 최대 지반 가속도 자체는 컸지만, 건축물에 피해를 주는 1-2초 주기의 지진동이 효고현 남부 지진 당시 JR 다카토리의 1/4 정도에 불과해 계측진도계 인근 지역의 가옥붕괴율은 0%였다.

## 진도별 해설표
1996년 3월까지는 인간이 직접 느낌 체감이나 피해 상황을 묘사하는 설명문이 진도 판정표로 활용되었다. 하지만 같은 해 4월부터는 이와는 다르게 계측진도에서 피해를 나타내는 해설문(정식으로는 기상청 진도 계급 관련 해설표)로 역할이 바뀌었다. 같은 해 10월 1일과 2000년 3월 31일에는 두 차례 해설표가 개정되었다.

### 1996년 9월 30일 이전
| 진도   | 주변 모습과 피해                                                       |
| ------ | ---------------------------------------------------------------------- |
| 7 격진 | 가옥의 30% 이상이 붕괴되며, 산사태가 발생하거나 땅이 갈라진다.         |
| 6 열진 | 가옥의 30% 이하가 붕괴되며 절벽이 붕괴하거나 땅이 갈라진다.            |
| 5 강진 | 벽이 갈라지고 굴뚝이 무너지기도 한다.                                  |
| 4 중진 | 집이 심하게 흔들리며 용기의 80% 이상을 담은 물이 용기 밖으로 쏟아진다. |
| 3 약진 | 집이 흔들리고 문들이 삐걱대는 소리를 낸다.                             |
| 2 경진 | 사람이 흔들림을 느끼며 미닫이문이 약간 움직인다.                       |
| 1 미진 | 가만히 있는 사람이나 특히 신경을 쓰고 있는 사람들에게만 느껴진다.      |
| 0 무감 | 지진계(진도계)로만 감지할 수 있으며 사람은 흔들림을 느낄 수 없다.      |

### 1996년 10월 1일 이후
| 진도 | 실내 | 실외 | 건축물 | 설비 및 인프라 | 지형 |
| ---- | --- | --- | --- | --- | --- |
| 0    | 지진계(진도계)로만 감지할 수 있으며, 사람은 흔들림을 느낄 수 없다. | 변화가 보이지 않는다. | 변화가 보이지 않는다. | 변화가 보이지 않는다. | 변화가 보이지 않는다. |
| 1    | 지진이나 흔들림에 민감하거나, 과민한 일부 사람들이 지진이 일어났음을 알아차린다. 어지럼증으로 착각할 수 있다. | 변화가 보이지 않는다. | 변화가 보이지 않는다. | 변화가 보이지 않는다. | 변화가 보이지 않는다. |
| 2    | 많은 사람들이 지진이 일어났음을 알아채고, 수면 중인 사람 중 일부는 잠에서 깬다. 천장에 매달아 놓은 전등의 끈이 좌우 수 cm의 진폭으로 흔들린다. | 변화가 보이지 않는다. | 변화가 보이지 않는다. | 변화가 보이지 않는다. | 변화가 보이지 않는다. |
| 3    | 대부분의 사람들이 흔들림을 느낀다. 흔들리는 시간이 오래 지속되면 공포나 불안감을 느끼는 사람들이 생긴다. 겹쳐 있는 도자기 등의 식기류가 부딪혀 소리를 낸다. | 바람이 없을 때도 전선이 조금씩 흔들린다. | 변화가 보이지 않는다. | 변화가 보이지 않는다. | 변화가 보이지 않는다. |
| 4    | 대부분의 사람들이 공포를 느끼고 위험에서 피하러고 움직이기 시작한다. 책상 밑에 숨는 사람이 나타난다. 수면 중인 사람 대부분이 잠에서 깬다. 매달아 놓은 물건이 크게 흔들린다. 서로 맞닿아 있는 식기끼리 부딪혀 소리를 낸다. 무게중심이 높은 장식물 등이 넘어질 수 있다. | 전선이 흔들리는 모습을 확실하게 볼 수 있다. 나무가 흔들리는 것이 바람 때문이 아닌 것을 알 수 있다. 걷다가 흔들림을 느낀다. 주저앉으면 땅이 흔들리고 있음을 느낄 수 있다. 자동차를 운전하던 도중에 돌풍에 핸들이 흔들리는 감각과 비슷하게 지진의 흔들림을 깨닫는 사람이 나타난다. | 목조: 알루미늄 합금 새시를 이용하지 않는 오래된 목조가옥에서는 유리가 진동하여 흔들리는 소리가 난다. 연약 지반인 습지 등을 간척하여 개발한 지역에 건설한 건물은 다른 지역에 비해 크게 흔들린다. 노후 가옥은 기둥과 벽에 틈이 생긴다. RC구조: 순간적으로 알루미늄 새시의 유리와 유리 고리가 부딪혀 삐꺽대는 소리를 낸다. | 일부 엘리베이터는 지진을 감지하여 자동으로 정지한다(이후 큰 흔들림이 없으면 자동으로 복구되는 경우가 많다.) | 변화가 보이지 않는다. |
| 5약  | 대부분의 사람들이 두려움을 느끼고 위험을 피하기 위해 움직인다. 걷는 데 지장이 생기기 시작한다. 천장에 매달아 놓은 전등 본체를 비롯해 매달린 물건 대부분이 크게 흔들리고 가구는 소리를 내기 시작한다. 무게중심이 높은 서적이 책장에서 떨어진다.                        | 보행 중에 비틀거린다. | 목조: 내진성이 낮은 가옥은 지주나 화타보 등 건축배율이 낮은 부위를 중심으로 응력이 집중되어 벽에 균열이 생기고 기둥의 이음부가 파괴된다. RC구조: 내진성이 높은 가옥은 기둥이나 보의 접합 부분이 삐꺽거리는 소리가 난다.                                                                                                 | 지중화하여 매설된 노후화가 큰 수도관이 지하의 흔들림으로 접합부가 느슨해져 단수되는 지역이 발생한다. 도시가스에서 사용하는 마이컴이 내장된 가스미터의 자동 차단 벨브가 작동하는 집이 나타나기 시작한다. 엘리베이터는 정지하고 유지보수 회사가 점검하지 않으면 운행 재개가 불가능하다(이하 진도5강 이상의 흔들림에도 동일하다). | 연약 지반에서는 땅바닥에 균열이 생길 수 있다. 산악 지방에서 낙석이 떨어지는 등 작은 붕괴가 발생할 수 있다.                         |
| 5강  | 두려움을 느끼고 대부분의 사람들이 하던 행동을 멈춘다. 찬장 등의 선반 위에 있던 물건이 바닥으로 떨어진다. TV도 TV 책장 위에서 떨어지기도 한다. 문 일부는 빠지거나 뒤틀려서 여닫을 수 없다. 실내에서 쓰러진 물건에 맞거나 넘어지는 등 부상자가 발생할 수 있다.          | 유리창이 깨지거나 보강하지 않은 벽돌담이 무너진다. 도로에도 피해가 발생한다. | 목조: 내진성이 낮은 주택은 벽이나 기둥이 파괴된다. RC구조: 내진성이 낮은 주택에서는 벽이나 기둥에 큰 균열이 발생한다. 내진성이 높은 건물이라도 간혹 벽에 균열이 발생할 수 있다. | 정전이 발생하는 주택이 생겨난다. 가스관과 수도관에 피해가 발생해 일시적으로 사용할 수 없다. | 연약 지반에는 균열이 발생할 수 있다. 산지에서 낙석이나 작은 산사태가 발생할 수 있다.                                               |
| 6약  | 서 있기 어렵다. 고정하지 않은 무거운 가구 대부분이 움직이거나 넘어진다. 뒤틀려 열리지 않는 문이 많다. | 상당수의 건물에서 유리창이 깨지거나 외벽 타일이 떨어져 나간다. | 목조: 내진성이 낮은 주택은 붕괴할 수 있다. 내징성이 높은 주택에서도 벽이나 기둥이 파손되는 경우가 있다. RC구조: 내진성이 낮은 건물에서는 벽이나 기둥이 파괴될 수 있다. 내진성이 높은 경우에도 벽, 보, 기둥에 큰 균열이 발생할 수 있다.                                                                                  | 일부 열차에서 탈선 사고가 발생한다. 엘리베이터는 기기나 승강로가 손상되어 승객이 장시간 갇힐 수 있다. | |
| 6강  | 서 있을 수 없고, 기지 않으면 움직일 수 없다. | 많은 건물에서 외벽 타일이 벗겨지거나 유리창이 깨져 땅으로 떨어진다. 보강하지 않은 벽돌담 대부분이 무너진다. 오래된 가로수들이 뿌리부터 부러질 수 있다. | 목조: 내진성이 낮은 주택은 대부분 붕괴된다. 내진성이 높은 주택에서도 벽이나 기둥이 파손되는 경우가 있다. RC구조: 내진성이 낮은 주택은 붕괴될 수 있다. 내진성이 높은 주택도 벽이나 기둥이 파손되는 경우가 있다. | 가스관, 수도 배수설비에 피해가 발생하고 넓은 범위에서 가스와 수도 공급이 끊길 수 있다. 또한 일부 지역이 정전된다. 도시가스 회사는 이 진도에서부터 각 지역구 공급소를 원격으로 조종하여 가스 공급을 중지한다. | 진앙 인근 지역에서는 땅이 갈라지는 현상이 확인되고 지표에서 단층이 드러나기도 한다. 나무가 적은 산악 지대에서는 산사태가 발생한다. |
| 7    | 낙하물이나 흔들림에 완전히 떠밀려 버리며 자기 생각대로 몸을 움직일 수 없다. 대부분의 가구가 흔들림에 따라 이동한다. TV 등 가전제품 중에서도 수 kg 정도의 무거운 물건이 튀어나갈 수 있다.                                                                              | 비석이 무게 수십 kg에 해당하는 상앗돌 부분이 넘어진다. 가는 나무나 고목들이 뿌리부터 부러지는 경우가 있다. 대부분의 건물에서 외벽 타일이 떨어지며 유리창이 깨져 지상으로 떨어진다.                                                                                               | 내진성이 높은 주택이나 건축물도 기울어지거나 크게 파괴되는 경우가 발생한다. | 전기, 가스, 수도 등의 주요 인프라 공급이 중단된다. 많은 도로의 포장이 벗겨저 통행이 어려워진다. 철도나 고속도로 같은 광역 교통 시설이 파괴된다. 도시 기능이 소멸하여 주변 지역과 고립된다. | 땅이 크게 갈라진다. 산사태나 심하게는 산악 붕괴가 발생한다. 지표가 융기, 침강하여 지형이 변형된다.                                 |

- 위 표는 "기상청 진도 계급 관련 해설표"에 따른 설명을 추가한 내용이다.[58]
- 2003년 3월 31일 개정본부터는 건물, 설비, 인프라, 지형의 피해를 더욱 상세하게 표기하였다.
- 진도7 이상의 진도는 정의하지 않고 있다.

## 진도7 이상의 진도
일본 기상청이 정한 최대 진도 계급은 진도7이며, 그 이상의 진도는 정의되어 있지 않다. 하지만 일본 내에서 500명을 대상으로 실시한 여론조사에 따르면 일본 기상청이 정의한 최대 진도를 8 이상으로 응답한 사람이 50%를 넘으며, 텔레비전 방송 내에서도 최대진도를 잘못 알려주는 경우가 있다.
1996년 진도 개정 이전 검토위원회에서는 계측진도 7.0 이상의 진도 분할이나 계측진도 7.5 이상을 진도8로 두는 방안을 검토하였으나, 진도7에서는 이미 최대한의 대응을 취하므로 방재와 대응상 분리하는 의미가 없으며, 일본 내에서 계측진도 7.0 이상을 관측한 전례가 없어 어떠한 피해가 발생하는지 불명확하기 때문에 두 방안 모두 채택하지 않기로 결정하였다.

### 매우 큰 지진에 대한 표현 시도
일본지진학회 등에서는 종종 진도7 중에서도 피해가 매우 심한 지역을 구분해야 할 필요가 있을 때 편의상 "초 진도7"(超震度7)이라는 등의 용어로 표현하는 경우가 있으며, 한신·아와지 대진재 당시에는 가옥붕괴율 50%가 넘은 지역에 대해 사용하거나 가옥붕괴율 80%가 넘은 지역을 가리키는 데 사용하는 등 통일된 정의가 존재하지 않는다.

## 장주기 지진동 계급
2011년 도호쿠 지방 태평양 해역 지진에서는 초고층 건물에서 강하게 흔들리는 영상이 언론을 통해 전파되었고, 실제로 고층 건물 내에서 사람이 걷기 어려울 정도로 흔들리거나 기존의 단주기 지진동과는 다른 흔들림을 보였다. 당시 분석에 따르면 진동변위 지진 파형 그래프에서는 7초를 주기로 변위가 4-50cm 최대치를 찍었고, 이를 통해 고유 진동이 7초 전후인 건물이 심하게 흔들렸을 것으로 추정한다. 여기에 고층건물의 진폭이 최대 3-60cm 정도로 크게 흔들렸던 것으로 관측되었다. 이 당시 관측한 장주기 지진동은 주기 0.2-1초의 단주기 지진동을 기준으로 일반적으로 발표하는 일본 기상청 진도 계급으로는 파악하기 어렵다는 점이 지적되었다.
이 때문에 일본 기상청은 2012년부터 장주기 지진동에 관한 검토회를 열고 이듬해인 2013년부터 현재의 진도 계급과는 별개로 4단계의 일본 기상청 장주기 지진동 계급(일본어: 気象庁長周期地震動階級)을 설정해 3월 28일부터 시범적으로 "장주기 지진동 관련 관측정보"를 운용하기 시작했고 2019년 3월 19일부터 본운영을 시작했다. 일본 기상청 홈페이지에 공개된 2013년 3월부터 2019년 2월 시범운영 종료까지 발표한 장주기 지진동 계급은 계급4가 3번, 계급3이 4번, 계급2가 16번, 계급1이 55번 관측되었다.

## 일본 이외 국가의 사용
일본 기상청 진도 계급은 일본의 독자적인 진도 계급으로 타 국가는 사용하고 있지 않다. 다만 타이완에서는 1996년 3월 이전 일본에서 사용하던 진도 계급표 중 진도7을 제외한 진도 계급, 즉 1949년 이전 일본의 진도 계급과 거의 유사한 중화민국 중앙기상국 진도 계급(CWB 계급)을 오랫동안 사용했다. 2000년 8월 1일 개정 진도 계급에서는 진도7까지 정의하였으나 일본과 달리 진도5, 진도6의 강/약 구분이 없었지만 2019년 4월 중앙기상국은 일본과 같은 10단계 계급으로 바꿀 예정이라고 발표하였고 2020년 1월 1일부터 일본과 같은 10단계 진도 계급으로 변경되었다.
대한민국에서도 대한민국 기상청이 2000년도까지는 일본 기상청 진도 계급을 사용하고 있었으나 2001년 1월 1일부터 사용하는 진도 계급을 수정 메르칼리 진도 계급으로 바꾸면서 더 이상 사용하지 않는다.

## 같이 보기
- 진도 (지진)
- 중화민국 중앙기상국 진도 계급
- 일본 기상청 장주기 지진동 계급

## 참고 문헌
- “気象庁震度階級関連解説表”. 気象庁. 2011년 4월 15일에 확인함.
- “計測震度の算出方法”. 気象庁. 2022년 3월 20일에 확인함.
- “正確な震度観測を行うために”. 気象庁. 2007년 10월 24일. 2011년 4월 15일에 확인함.
- “震度について”. 気象庁. 2022년 3월 20일에 확인함.
- “震度の活用と震度階級の変遷等に関する参考資料” (pdf). 《震度に関する検討会》. 気象庁. 2009년 3월. 2013년 5월 26일에 확인함.